# Probudjennea, Henicesk
Probudjennea (în ucraineană Пробудження) este un sat în comuna Novoivanivka din raionul Henicesk, regiunea Herson, Ucraina.

## Demografie
Componența lingvistică a localității Probudjennea
     Ucraineană (96,55%)
     Rusă (2,59%)
     Alte limbi (0,86%)
Conform recensământului din 2001, majoritatea populației localității Probudjennea era vorbitoare de ucraineană (96,55%), existând în minoritate și vorbitori de rusă (2,59%).